# Bilocation
La bilocation  est un phénomène supposé, consistant pour une personne à être présente simultanément en deux lieux distincts.

## Dans le christianisme
Pour l'Église catholique, seule comptant l'héroïcité des vertus pratiquées, d'une façon générale, elle recommande la méfiance lorsque des cas paranormaux sont rapportés.
L'évêque italien Alphonse de Liguori a affirmé être allé assister à Rome le pape Clément XIV sur son lit de mort alors qu'il se trouvait endormi deux jours durant à Arienzo, près de Naples : « Vous pensiez que je dormais, mais non, j'étais allé assister le pape qui vient de mourir. » On sut peu après que le pape était mort le 22 septembre 1774, à l'heure exacte où l'évêque est sorti de son sommeil.
Louis-Vincent Thomas ainsi que d’autres auteurs rapportent que mère Yvonne-Aimée de Malestroit vécut plus de cent expériences de bilocation dont quinze auraient été contrôlées objectivement.
L'une de ces bilocations a été rapportée par l'abbé Labutte. Elle aurait eu lieu le 17 février 1943 dans le métro parisien, alors qu'elle se trouvait dans une cellule de la prison du Cherche-midi, il la voit monter dans le wagon dans lequel il se trouvait. Il écrit :
« - Vous êtes libérée ?

La conversation était difficile, car j'étais en soutane et je sentais que la plupart des voyageurs nous contemplaient en silence et s'étonnaient, peut-être, de me voir parler à une femme.

- Non... Je ne suis pas libérée... je suis en prison... je subis la torture, debout devant un mur... j'ai la tête dans une sorte d'étau...
Elle avait dit dans un souffle ces étranges paroles. Alors, je compris soudain qu'elle se trouvait en état de bilocation, qu'elle était présente en ce moment même, simultanément dans la prison et dans le métro...

- Vous êtes en deux endroits ? dis-je à voix basse.
 
Pour toute réponse, elle inclina la tête, puis elle leva lentement, silencieusement, vers moi qui était d'une taille plus élevée, un visage de douleur.
Les yeux m'apparurent agrandis et fixes, les paupières ne battaient pas. Puis elle baissa la tête.

C'était bien elle, je la voyais, je l'entendais respirer, je la touchais. Pendant ce temps le métro roulait avec fracas. À la station Denfert-Rochereau, il stoppa. Yvonne-Aimée, sans me demander où j'allais, sans me dire un mot d'au-revoir, sans même me regarder, descendit, se détourna toutefois sur le quai pour me jeter un regard de détresse et prit la file des voyageurs, mais devint subitement invisible, trois ou quatre mètres avant de prendre le couloir de sortie. ».
Imaginaire et rencontres insolites. Societes, (1), 79-83,.

### Témoignages
Les témoignages hagiographiques de bilocation concernent les saints suivants [réf. nécessaire] : Catherine de Ricci, Pierre d'Alcantara, Alphonse de Liguori, Clément de Rome (pape), Antoine de Padoue, François d'Assise, Pio de Pietrelcina, Lidwine de Schiedam, François Xavier, Joseph de Cupertino, Martin de Porrès, Maria de León Bello y Delgado, Philippe Neri, Gaspard del Bufalo, Jean-Joseph de la Croix, François de Paule, Jean Bosco, Silvestre  de Troina (it) ; ainsi que le serviteur de Dieu le frère Nazareno Zucca da Pula (O.F.M. Cap.), la vénérable Marie d'Agréda et la bienheureuse mère Maria Josefa Alhama y Valera.

## Dans les sciences
La bilocation serait un terme forgé par le poète et parapsychologue britannique Frederic W.H. Myers[réf. nécessaire].
Chez les métapsychistes ou les occultistes, on parle de « dédoublement fluidique ». Bozzano les classe en quatre cas :
1. les sensations d'intégrité chez les amputés et de dédoublement chez les hémiplégiques ;
2. les cas où le sujet aperçoit son propre fantôme ;
3. les cas dans lesquels la conscience se trouve transférée dans le fantôme extériorisé ;
4. les cas dans lesquels le double d'un vivant ou d'un mort est perçu seulement par des tiers (cas présumé d'Émilie Sagée par exemple).

Les sceptiques rendent compte des cas allégués de bilocation par des erreurs humaines (erreur de date par exemple), des hallucinations, ou encore comme appartenant à des légendes qui se sont développées autour de personnes célèbres, notamment des saints.[pas clair]. 
Raphael Millière considère que trois composantes ou cas de figure sont à distinguer pour appréhender rationnellement ces phénomènes qu’il qualifie d’Autoscopique :  
- le fait de voir un ou plusieurs doubles de soi-même dans l’espace extra-corporel (hallucination autoscopique) ;
- l’impression d’être localisé ailleurs que dans son propre corps et le cas échéant de voir son propre corps depuis un point de vue externe (expérience de sortie du corps);
- une situation où l’individu ne peut déterminer s’il se trouve dans son propre corps physique ou dans le double halluciné dans l’espace extra-corporel (expérience héautoscopique).

Pour lui, ces phénomènes sont explicables par le fonctionnement général du cerveau humain qui doit être vu comme un structure hiérarchique qui fait sans cesse des reconstructions intégrant à la fois les informations afférentes (bottom-up) et des hypothèses descendantes très largement prédictives, qui sont ou non confirmées par les afférences. Les sciences cognitives permettent de faire des expériences où, par exemple, l’individu assimile un bras en plastique à son propre bras et à un réflexe de retrait marqué si ce bras en plastique est l’objet d’une agression,.

## Dans le spectacle
Au music-hall, le phénomène est simulé grâce à l'emploi d'un jumeau, créant une illusion de téléportation[Où ?][Quand ?][réf. nécessaire].

### Sources anciennes
- Ernest Bozzano, Les phénomènes de bilocation (1934), trad. J.M.G. Editions, 2006.
- Gabriel Delanne, Les apparitions matérialisées des vivants et des morts, 1907-1911, 2 t. L'auteur est spirite.
- Colonel de Rochas, L'Extériorisation de la sensibilité, étude expérimentale et historique, Bibliothèque Chacornac, Paris, 1895